# 成熟瘢痕
成熟瘢痕（せいじゅくはんこん、英: mature scar）とは、創傷治癒過程で、炎症が治まり瘢痕が成熟化した状態のものを言う。瘢痕が成熟化しないと、いつまでも炎症が続き赤く盛り上がる異常な瘢痕（肥厚性瘢痕）や、肥厚性瘢痕が正常皮膚にも広がっていく瘢痕（ケロイド）、さらに引きつれたもの（瘢痕拘縮）などの状態を生じることがある。